# Cormocephalus subspinulosus
Cormocephalus subspinulosus är en mångfotingart som beskrevs av Machado 1951. Cormocephalus subspinulosus ingår i släktet Cormocephalus och familjen Scolopendridae.
Artens utbredningsområde är Angola. Inga underarter finns listade i Catalogue of Life.